# Pulangi
Pulangi také zvaná Mindanao (na dolním toku) je řeka na ostrově Mindanao na Filipínách. Je dlouhá 550 km. Povodí má rozlohu 16 000 km².

## Průběh toku
Pramení v horách na severu ostrova. Na horním a středním toku teče v hluboké dolině, která je porostlá subtropickými lesy. Na dolním toku protéká rozsáhlou bažinatou rovinou. Ústí do zálivu Iliana Celebeského moře, přičemž vytváří deltu.

## Vodní stav
Stejnoměrně vysoký vodní stav má po celý rok.

## Využití
Na dolním toku je možná vodní doprava. Poblíž ústí leží město Cotabato.